# Neene Neene
Neene Neene è un brano musicale del film di Sandalwood Rana Vikrama cantato da Puneeth Rajkumar e Palak Muchhal, con musiche di V. Harikrishna e testi di Kaviraj, uscito il 10 aprile 2015.